# Folke Stenberg
Johan Folke Stenberg, född den 19 januari 1899 i Stockholm, död där den 14 november 1982, var en svensk idrottsledare.
Stenberg, som var affärsman och kapten i reserven, blev 1933 sekreterare i Svenska tennisförbundet. Han var lagledare vid landskamper och Davis-Cuptävlingar samt deltog som Sveriges representant vid internationella tenniskongresser i London 1937 och 1938 samt i Paris sistnämnda år. Stenberg redigerade tillsammans med Ivar Lignell och Kurt Zetterberg samlingsverket Svensk tennis (1938). Han vilar i minneslund på Norra begravningsplatsen utanför Stockholm.